# ウファ鉄道事故
ウファ鉄道事故（ウファてつどうじこ）は、1989年6月4日にソビエト社会主義共和国連邦（ソ連）で発生した鉄道事故。1時15分（現地時間）、ウファから約50kmの地点にあるアシャ近くのクイビシェフ鉄道の線路上で爆発が発生し列車が巻き込まれた。この事故はロシア・ソ連の歴史上最悪の死者数を記録した鉄道事故である。
液化天然ガス（おもにプロパンやブタン）のパイプラインからガスが漏出しており非常に可燃性の高い雲が発生していた。これにすぐそばを走行中の2本の旅客列車から発生した火の粉が引火して爆発が発生した。両列車は多くの子供を乗せており、1本は黒海での休日からの帰路で、もう1本は黒海へ向かうところであった。爆発の規模はTNT換算で250-300トン～TNT換算で1000トンの間と推定され、広島に投下された原子爆弾のリトルボーイの15分の1。温度は一時、摂氏1000度に達し、150ヘクタールの森が燃え、350メートルの軌道が破壊された。乗客を乗せた車両の一部は編成から外れて盛土の斜面に投げ出され、軌道上に残った車両は全焼した。

## 死者
公式発表では、2本の列車の乗客1284人のうち575人が死亡、800人以上が負傷したとされる。死者のうち181人が児童だった。またソ連で2度全国優勝していたアイスホッケーのユースチーム「トラクトル73」のメンバーはほぼ全員が亡くなった。そして数百人が生涯にわたる障がいを負うことになった。

## 裁判
法廷の審理は1995年まで続いた。ロシア連邦最高裁判所はパイプラインの設置と損傷の無視に関わった7人に有罪判決を下し、うち4人は間もなく対独戦勝50周年を機に恩赦で釈放され、一人は無罪となった。結局2人だけが過失犯罪者の矯正施設で2年の刑期を過ごした。